# Гипотеза Римана
Гипо́теза Ри́мана — сформулированная немецким математиком Бернхардом Риманом в 1859 году математическая гипотеза о том, что дзета-функция Ри́мана {\displaystyle \displaystyle \zeta (s)} (введённая Эйлером в 1737 году) принимает нулевые значения только в отрицательных чётных числах: {\displaystyle 0=\zeta (-2)=\zeta (-4)=\zeta (-6)=\dots } (где эти простые нули называются «тривиальными» нулями дзета-функции), и комплексных числах с вещественной частью {\displaystyle {1 \over 2}} («нетривиальные» нули дзета-функции Римана). Гипотеза Римана касается расположения этих нетривиальных нулей и утверждает, что:

Все нетривиальные нули дзета-функции имеют вещественную часть, равную {\displaystyle {1 \over 2}}.
Таким образом, если гипотеза верна, все нетривиальные нули дзета-функции Римана (число которых бесконечно) лежат на критической прямой {\displaystyle \operatorname {Re} \,s={\frac {1}{2}}}, состоящей из комплексных чисел {\displaystyle {1 \over 2}+it}, где {\displaystyle t} — действительное число, а {\displaystyle i} — мнимая единица.
Особое значение гипотезы Римана состоит в (предположительной) взаимосвязи рисунка распределения на критической прямой нетривиальных нулей дзета-функции Римана с асимптотикой распределения простых чисел.
Этот вопрос имеет значение как для чистой математики (в теории чисел), так и для прикладной математики (например, для криптографии).
Хотя не было найдено какой-либо закономерности в распределении простых чисел среди натуральных, Риман обнаружил, что количество простых чисел, не превосходящих {\displaystyle x}, — функция распределения простых чисел {\displaystyle \pi (x)} — выражается через распределение нетривиальных нулей дзета-функции. Гипотеза стала основой для дальнейшего доказательства Адамаром и Валле-Пуссеном (1896) теоремы о распределении простых чисел.
Также были выдвинуты гипотезы о возможной связи статистических свойств нетривиальных нулей дзета-функции Римана (а значит — и простых чисел) с явлениями квантовой физики, в частности — с квантовым хаосом.
Гипотеза Римана часто рассматривается в качестве важнейшей нерешённой математической проблемы. Сама гипотеза, в совокупности с гипотезой Гольдбаха, составляют восьмую проблему Гильберта — одну из немногих недоказанных по состоянию на 2023 год проблем Гильберта. Также гипотеза Римана — единственная из проблем Гильберта, включённая в 2000 году в список семи «Задач тысячелетия», за решение каждой из которых Математическим институтом Клэя обещана награда в один миллион долларов США. Несмотря на множество предпринимавшихся (периодически публикуемых) попыток доказательства гипотезы, ни одно из них так и не было признано научным сообществом.
Существует множество математических проблем, доказанных в предположении верности гипотезы Римана, так что её доказательство или опровержение будет иметь далеко идущие последствия для теории чисел, особенно в области распределения простых чисел.
На 2004 год численными методами было подтверждено, что более 1013 (десяти триллионов) первых нетривиальных нулей дзета-функции Римана удовлетворяют этой гипотезе, что является хорошим аргументом в пользу истинности этой гипотезы, но не гарантирует её.

## Формулировка

Действительная (красная) и мнимая (синяя) компоненты дзета-функции

Дзета-функция Римана {\displaystyle \zeta (s)} определена для всех комплексных {\displaystyle s\neq 1} и имеет нули в отрицательных чётных, то есть {\displaystyle 0=\zeta (-2)=\zeta (-4)=\zeta (-6)\dots }, такие нули называются тривиальными.
Из функционального уравнения {\displaystyle \zeta (s)=2^{s}\pi ^{s}\sin {\pi s \over 2}{\frac {1}{\sin \pi s\Gamma (s)}}\zeta (1-s)} и явного выражения {\displaystyle {\frac {1}{\zeta (s)}}=\sum _{n=1}^{\infty }{\frac {\mu (n)}{n^{s}}}} при {\displaystyle \operatorname {Re} \,s>1}, где {\displaystyle \mu (n)} — функция Мёбиуса, следует, что все остальные нули (называемые «нетривиальными»), расположены в полосе {\displaystyle 0\leqslant \operatorname {Re} \,s\leqslant 1} симметрично относительно так называемой «критической линии» {\displaystyle {1 \over 2}+it,\;t\in \mathbb {R} }.

### Гипотеза Римана
Гипотеза Римана утверждает, что:
«Все нетривиальные нули дзета-функции имеют вещественную часть, равную {\displaystyle {\frac {1}{2}}}»,
то есть являются комплексными числами, расположенными на прямой {\displaystyle \operatorname {Re} s={\frac {1}{2}}}.

### Обобщённая гипотеза Римана
Обобщённая гипотеза Римана — аналог гипотезы Римана для обобщений дзета-функций, называемых L-функциями Дирихле.

## История
В 1859 году Бернхард Риман опубликовал работу «О числе простых чисел, не превышающих данной величины». В рамках предположения о верности гипотезы Риман писал (для удобства работая, в основном, с зависимой кси-функцией):
... Весьма вероятно, что все [нули кси-функции] действительны. Хотелось бы, конечно, иметь строгое доказательство этого факта, но после нескольких бесплодных попыток я отложил поиск такого доказательства, поскольку этого не требуется для непосредственных целей моего исследования.
Оригинальный текст (нем.)... es ist sehr wahrscheinlich, dass alle Wurzeln reell sind. Hiervon wäre allerdings ein strenger Beweis zu wünschen; ich habe indess die Aufsuchung desselben nach einigen flüchtigen vergeblichen Versuchen vorläufig bei Seite gelassen, da er für den nächsten Zweck meiner Untersuchung entbehrlich schien.
Данное заявление Римана о кси-функции эквивалентно подобному заявлению (формулирующемуся в гипотезу Римана) о зависимой от неё дзета-функции.
Доказательство Адамаром и Валле-Пуссеном в 1896 году теоремы о распределении простых чисел (где они независимо показали, что нули дзета-функции не могут лежать на прямых {\displaystyle \operatorname {Re} \,s=0} и {\displaystyle \operatorname {Re} \,s=1}) дало мощный импульс развитию аналитической теории чисел.
В 1900 году Давид Гильберт включил гипотезу Римана в список 23 нерешённых проблем как часть восьмой проблемы, совместно с гипотезой Гольдбаха.
В 1914 году Харди доказал, что на критической линии находится бесконечно много нулей, а позже совместно с Литлвудом дал нижнюю оценку доли нулей, лежащей на критической линии, которую потом улучшали разные математики.
Некоторые нетривиальные нули располагаются экстремально близко друг к другу. Это свойство известно как «явление Лемера».
Титчмарш и Ворос в 1987 году показали, что дзета-функция может быть разложена в произведение через свои нетривиальные нули в разложение Адамара.

## Эквивалентные формулировки
Риманом была изложена эквивалентная формулировка, гласящая, что все корни кси-функции Римана ξ(s) вещественны.
В 1901 году Хельге фон Кох показал, что гипотеза Римана эквивалентна следующему утверждению о распределении простых чисел:
{\displaystyle \pi (x)=\int \limits _{2}^{x}\!{\frac {dt}{\ln t}}+O\left({\sqrt {x}}\ln x\right)} при {\displaystyle x\rightarrow \infty .}
Ещё несколько эквививалентных формулировок:
- Для всех {\displaystyle x\geqslant 2657} выполняется неравенство {\displaystyle \left|\pi (x)-\int \limits _{2}^{x}\!{\frac {dt}{\ln t}}\right|<{\frac {1}{8\pi }}{\sqrt {x}}\,\ln x,}
- Для всех {\displaystyle x\geqslant 73{,}2} выполняется неравенство {\displaystyle |\psi (x)-x|<{\frac {1}{8\pi }}{\sqrt {x}}\,\ln ^{2}(x),} где ψ(x) — вторая функция Чебышёва,
- Для всех {\displaystyle n>5040} выполняется неравенство {\displaystyle \sigma (n)<e^{\gamma }n\log \log n,} где {\displaystyle \sigma (n)} — сумма делителей числа {\displaystyle n}, а {\displaystyle \gamma } — постоянная Эйлера-Маскерони. Неравенство нарушается при n = 5040 и некоторых меньших значениях (всего 27 исключений), но Гай Робин в 1984 году показал, что оно соблюдается для всех бо́льших целых, тогда и только тогда, когда гипотеза Римана верна, и что последовательность исключений из условия теоремы Робина бесконечно длинна, если гипотеза Римана неверна. Известно также, что наименьшее из таких чисел-исключений n ≥ 5041 должно быть сверхизбыточным числом[13].
- Для всех {\displaystyle n>1} выполняется неравенство {\displaystyle \sigma (n)<H_{n}+e^{H_{n}}\ln H_{n},} где {\displaystyle H_{n}} — {\displaystyle n}-е гармоническое число[14].
- Для любого положительного {\displaystyle \varepsilon } выполняется неравенство {\displaystyle M(n)=O(n^{1/2+\varepsilon })}, где {\displaystyle M(n)} — функция Мертенса, см. также обозначение O большое. Более сильная гипотеза {\displaystyle |M(n)|<{\sqrt {n}}} была опровергнута в 1985 году[15].
- Гипотеза Римана эквивалентна следующему равенству: {\displaystyle \int \limits _{0}^{\infty }{\frac {(1-12t^{2})}{(1+4t^{2})^{3}}}\int \limits _{1/2}^{\infty }\log |\zeta (\sigma +it)|\,d\sigma \,dt={\frac {\pi (3-\gamma )}{32}}}.
- Показано, что гипотеза Римана истинна тогда и только тогда, когда интегральное уравнение

{\displaystyle \int _{0}^{\infty }{\frac {z^{-\sigma -1}\phi (z)\,dz}{{e^{x/z}}+1}}=0}
не имеет нетривиальных решений {\displaystyle \phi } для {\displaystyle 1/2<\sigma <1}.

## Связанные проблемы

### Две гипотезы Харди — Литтлвуда
В 1914 году Годфри Харольд Харди доказал, что функция {\displaystyle \zeta {\bigl (}{\tfrac {1}{2}}+it{\bigr )}} имеет бесконечно много вещественных нулей.
Пусть {\displaystyle N(T)} есть количество вещественных нулей, а {\displaystyle N_{0}(T)} количество нулей нечётного порядка функции {\displaystyle \zeta {\bigl (}{\tfrac {1}{2}}+it{\bigr )}}, лежащих на интервале {\displaystyle (0,T]}.
Две гипотезы Харди и Литлвуда (о расстоянии между вещественными нулями {\displaystyle \zeta {\bigl (}{\tfrac {1}{2}}+it{\bigr )}} и о плотности нулей {\displaystyle \zeta {\bigl (}{\tfrac {1}{2}}+it{\bigr )}} на интервалах {\displaystyle (T,T+H]} при достаточно большом {\displaystyle T>0}, {\displaystyle H=T^{a+\varepsilon }} и как можно меньшем значении {\displaystyle a>0}, где {\displaystyle \varepsilon >0} сколь угодно малое число), определили два направления в исследовании дзета-функции Римана:
1. Для любого {\displaystyle \varepsilon >0} существует {\displaystyle T_{0}=T_{0}(\varepsilon )>0}, такое что при {\displaystyle T\geqslant T_{0}} и {\displaystyle H=T^{0{,}25+\varepsilon }} интервал {\displaystyle (T,T+H]} содержит нуль нечётного порядка функции {\displaystyle \zeta {\bigl (}{\tfrac {1}{2}}+it{\bigr )}}.
2. Для любого {\displaystyle \varepsilon >0} существуют такие {\displaystyle T_{0}=T_{0}(\varepsilon )>0} и {\displaystyle c=c(\varepsilon )>0}, что при {\displaystyle T\geqslant T_{0}} и {\displaystyle H=T^{0{,}5+\varepsilon }} справедливо неравенство {\displaystyle N_{0}(T+H)-N_{0}(T)\geqslant cH}.

### Гипотеза А. Сельберга
В 1942 году Атле Сельберг исследовал проблему Харди-Литтлвуда 2 и доказал, что для любого {\displaystyle \varepsilon >0} существуют {\displaystyle T_{0}=T_{0}(\varepsilon )>0} и {\displaystyle c=c(\varepsilon )>0}, такие, что для {\displaystyle T\geqslant T_{0}} и {\displaystyle H=T^{0{,}5+\varepsilon }} справедливо неравенство {\displaystyle N(T+H)-N(T)\geqslant cH\log T}.
Сельберг высказал гипотезу, что можно уменьшить показатель степени {\displaystyle a=0{,}5} для величины {\displaystyle H=T^{0{,}5+\varepsilon }}.
В 1984 году А. А. Карацуба доказал, что при фиксированном {\displaystyle \varepsilon } с условием {\displaystyle 0<\varepsilon <0{,}001}, достаточно большом {\displaystyle T} и {\displaystyle H=T^{a+\varepsilon }}, {\displaystyle a={\tfrac {27}{82}}={\tfrac {1}{3}}-{\tfrac {1}{246}}} промежуток {\displaystyle (T,T+H)} содержит не менее {\displaystyle cH\ln T} вещественных нулей дзета-функции Римана {\displaystyle \zeta {\Bigl (}{\tfrac {1}{2}}+it{\Bigr )}}. Тем самым он подтвердил гипотезу Сельберга.
Оценки Сельберга и Карацубы являются неулучшаемыми по порядку роста при {\displaystyle T\to +\infty }.
В 1992 году Карацуба доказал, что аналог гипотезы Сельберга справедлив для «почти всех» промежутков {\displaystyle (T,T+H]}, {\displaystyle H=T^{\varepsilon }}, где {\displaystyle \varepsilon } — сколь угодно малое фиксированное положительное число. Метод, разработанный Карацубой, позволяет исследовать нули дзета-функции Римана на «сверхкоротких» промежутках критической прямой, то есть на промежутках {\displaystyle (T,T+H]}, длина {\displaystyle H} которых растёт медленнее
любой, даже сколь угодно малой, степени {\displaystyle T}. В частности, он доказал, что для любых заданных чисел {\displaystyle \varepsilon }, {\displaystyle \varepsilon _{1}} с условием
{\displaystyle 0<\varepsilon ,\varepsilon _{1}<1} почти все промежутки {\displaystyle (T,T+H]} при {\displaystyle H\geqslant \exp {\{(\ln T)^{\varepsilon }\}}} содержат не менее {\displaystyle H(\ln T)^{1-\varepsilon _{1}}} нулей функции {\displaystyle \zeta {\bigl (}{\tfrac {1}{2}}+it{\bigr )}}. Эта оценка весьма близка к той, что следует из гипотезы Римана.

## Возможная связь с квантовой механикой

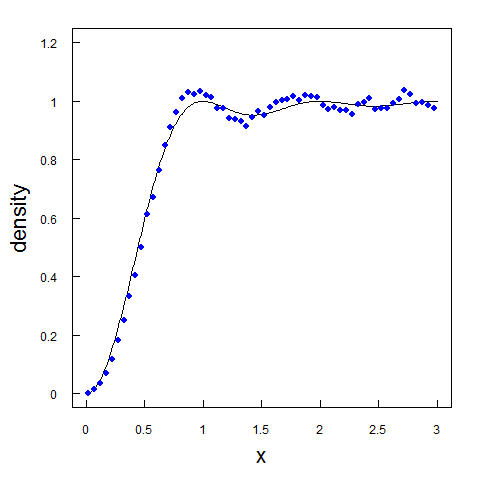
Диаграмма, указывающая на возможную связь статистики нетривиальных нулей дзета-функции Римана (синие точки — первые 10^{5} нетривиальных нулей) с квантовым хаосом (непрерывная линия описывает двухточечную корреляционную функцию случайной матрицы типа ГУА).

Приблизительно в начале XX века венгерский математик Дьёрдь Пойа (в 1912—1914 годах), и, предположительно (но не достоверно), Давид Гильберт, сформулировали гипотезу Гильберта — Пойи, указывающую на возможную связь между нетривиальными нулями дзета-функции Римана и явлениями квантовой механики:

Нетривиальные нули дзета-функции Римана (их мнимые части) соответствуют собственным значениям некоторого эрмитового оператора (неограниченного самосопряжённого оператора в гильбертовом пространстве).
Пойа предположил, что одним из способов вывести гипотезу Римана является нахождение самосопряжённого оператора, из существования которого последует утверждение о вещественных частях нетривиальных нулей дзета-функции Римана. Некоторую поддержку гипотеза Гильберта — Пойи находит в ряде аналогов дзета-функции Римана, нули которых соответствуют собственным значениям некоторого оператора: нули дзета-функции многообразия над конечным полем соответствуют собственным значениям элемента Фробениуса на группе этальных когомологий, нули дзета-функции Сельберга являются собственными значениями оператора Лапласа римановой поверхности, а нули р-адической дзета-функции соответствуют собственным векторам действия Галуа на группах классов идеалов.
В 1973 году американский математик Хью Монтгомери (после общения в 1972 году с Фрименом Дайсоном) сформулировал парную корреляционную гипотезу (не доказанную, но подтверждаемую (Одлыжко, 1987) крупномасштабными численными расчётами), согласно которой корреляционные функции (формфактор для парных корреляций) соответственно нормированных нулей дзета-функции Римана должны быть такими же, как и у собственных значений гауссовой случайной эрмитовой матрицы.
Джон Дербишир обращает внимание на следующие подобия при сравнении поведения нулей дзета-функции Римана и собственных значений гауссовой случайной эрмитовой матрицы:
- Ни нули дзета-функции Римана, ни собственные значения гауссовой случайной эрмитовой матрицы не похожи на случайно разбросанные точки (отличаются от идеально случайного разброса);
- Нули дзета-функции и собственные значения эрмитовой матрицы ведут себя сходным образом;
- Как для нулей дзета-функции, так и для собственных значений эрмитовой матрицы наблюдается эффект отталкивания.

После прояснения ситуации с некоторыми несоответствиями между результатами Одлыжко и предсказаниями модели гауссова унитарного ансамбля (ГУА) (малых интервалов у Одлыжко получилось несколько больше, чем в модели ГУА), парная корреляционная гипотеза Монтгомери стала (впервые в статье Николаса Каца и Питера Сарнака, 1999) «законом Монтгомери — Одлыжко»:

Распределение интервалов между последовательными нетривиальными нулями дзета-функции Римана (в правильной нормировке) статистически тождественно распределению собственных значений ГУА-оператора.
Смысл «нормировки» в «законе Монтгомери — Одлыжко» состоит во внесении поправки в виде растяжения верхней части выбранного интервала путём умножения каждого числа на его логарифм (что необходимо для выравнивания среднего расстояния между нулями дзета-функции Римана — из-за того, что нули по мере движения вверх по критической прямой делаются ближе друг к другу).
Ключевой вопрос, возникающий при подобного рода исследованиях, Дербишир формулирует так:

Нетривиальные нули дзета-функции Римана появились при исследовании распределения простых чисел. Собственные значения случайных эрмитовых матриц появились при исследовании поведения систем субатомных частиц, подчиняющихся законам квантовой механики. Скажите, пожалуйста, что вообще может быть общего между простыми числами и поведением субатомных частиц?
В 1986 году (ещё до выхода работы Одлыжко 1987 года) английский специалист в области математической физики Майкл Берри в статье «Дзета-функция Римана: модель квантового хаоса?» исследовал вопрос о существовании оператора Римана — оператора, собственные значения которого в точности совпадают с нетривиальными нулями дзета-функции Римана. Берри предположил, что подобный оператор Римана (риманов оператор) существует, и в рамках такого предположения задал следующий вопрос — какую динамическую систему такой риманов оператор может представлять? Его версия состояла в том, что такой риманов оператор может моделировать хаотическую систему.
Берри показал, что в случае своего существования риманов оператор должен моделировать одну из т. н. квазиклассических хаотических систем (где под квазиклассической понимается такая система, в которой классическая хаотическая система связывается с подобными в квантовом мире через взятие предела в уравнениях квантовой механики, где квантовый множитель — постоянная Планка — стремится к нулю), где собственные значения такого риманова оператора — мнимые части нетривиальных нулей дзета-функции Римана — являются уровнями энергии этой квазиклассической хаотической системы. Где примечательно то, что периодические орбиты в аналогичной классической хаотической системе соответствовали бы простым числам (их логарифмам).
Согласно Берри, в такой квазиклассической хаотической системе отсутствовало бы свойство симметрии относительно обращения времени (что есть свойством хаотических систем, моделирующихся операторами типа операторов ГУА, в отличие от хаотических систем, допускающих обращение времени, и моделирующихся операторами типа операторов ГОА — гауссова ортогонального ансамбля).
В 1988 году Берри, и в 1999 году Берри и Джонатан Китинг предсказали и детально описали отклонения от ГУА-статистики в корреляциях между сильно разнесёнными нулями (ранее замеченные Одлыжко в численной дисперсии положения нулей), где выяснилось, что отклонения точно соответствуют квантовой теории, за исключением осцилляций малого масштаба, которые впоследствии были объяснены (1999) Китингом и Богомольным Е. Б. По мнению Берри, данное объяснение является «сильнейшим свидетельством в пользу гипотезы Римана», и, кроме того, «помещает неуловимый оператор в класс квантовых систем с классическим хаосом, а не в класс случайных матриц».
Французский математик Ален Конн вместо поиска (риманова) оператора, собственные значения которого совпадали бы с нетривиальными нулями дзета-функции Римана, пошёл по пути построения такого оператора, для чего «образовал» адельное пространство в качестве площадки для риманова оператора. Особенностью адельного пространства является то, что действующие на нём операторы принципиально основаны на простых числах. Такой подход позволил построить риманов оператор, собственные значения которого в точности являются нетривиальными нулями дзета-функции Римана, и где в адельное пространство, на котором такой оператор действует, простые числа встроены специальным математическим образом, но которое при этом имеет отношение к реальным физическим системам — реальным наборам субатомных частиц.
Для доказательства гипотезы Римана в рамках подхода Конна необходимо доказать определённую следовую формулу — формулу типа формулы Гутцвиллера (связывающей собственные значения риманова оператора, действующего в адельном пространстве, с периодическими орбитами в аналоговой классической системе).
Один из важнейших вопросов теории квантового хаоса — установление соответствия между распределением собственных значений оператора Гамильтона, задающего классическую динамику, и классическими неустойчивыми периодическими орбитами, где это соответствие даётся формулами следа Сельберга и Гутцвиллера.
В 1999 году Берри и Китинг предположили, что существует некоторое неизвестное квантование {\displaystyle {\hat {H}}} классического гамильтониана H = xp такое, что
{\displaystyle \zeta (1/2+i{\hat {H}})=0}
и ещё более сильно то, что римановы нули совпадают со спектром оператора {\displaystyle 1/2+i{\hat {H}}}. Это противоречит каноническому квантованию, которое приводит к принципу неопределённости Гейзенберга {\displaystyle [x,p]=1/2} и натуральным числам как спектру квантового гармонического осциллятора. Важным моментом является то, что гамильтониан должен быть самосопряжённым оператором, чтобы квантование было реализацией гипотезы Гильберта — Пойи. В связи с этой проблемой квантовой механики Берри и Ален Конн предположили, что обратный потенциал гамильтониана связан с полупроизводной функции
{\displaystyle N(s)={\frac {1}{\pi }}\operatorname {Arg} \xi (1/2+i{\sqrt {s}})}
где тогда, в подходе Берри — Конна,
{\displaystyle V^{-1}(x)={\sqrt {4\pi }}{\frac {d^{1/2}N(x)}{dx^{1/2}}}}
Это даёт гамильтониан, собственные значения которого являются квадратом мнимой части римановых нулей, а также то, что функциональный определитель этого гамильтонова оператора является кси-функцией Римана. Фактически кси-функция Римана была бы пропорциональна функциональному определителю (произведение Адамара)
{\displaystyle \det(H+1/4+s(s-1))}
где, как доказано Конном и другими, в этом подходе
{\displaystyle {\frac {\xi (s)}{\xi (0)}}={\frac {\det(H+s(s-1)+1/4)}{\det(H+1/4)}}.}
В 2017 году Карл Бендер, Дорж Броди и Маркус Мюллер определили условия квантования гамильтониана Берри—Китинга, но полученный гамильтониан не соответствует никакой физической системе очевидным образом.

## Соображения об истинности или ложности гипотезы
В обзорных работах (Bombieri, 2000, Conrey, 2003, Sarnak, 2008) отмечается, что данные в пользу истинности гипотезы Римана сильны, но оставляют место для обоснованных сомнений. Отдельные авторы, однако, убеждены в ложности гипотезы (в частности, так считал Джон Литлвуд).
Среди данных, позволяющих предполагать истинность гипотезы, можно выделить успешное доказательство сходных гипотез (в частности, гипотезы Римана о многообразиях над конечными полями). Это наиболее сильный теоретический довод, позволяющий предположить, что условие Римана выполняется для всех дзета-функций, связанных с автоморфными отображениями, что включает классическую гипотезу Римана. Истинность аналогичной гипотезы уже доказана для дзета-функции Сельберга, в некоторых отношениях сходной с функцией Римана, и для дзета-функции Госса (аналог дзета-функции Римана для функциональных полей).
С другой стороны, некоторые из дзета-функций Эпштейна не удовлетворяют условию Римана, хотя они имеют бесконечное число нулей на критической линии. Однако эти функции не выражаются через ряды Эйлера и не связаны напрямую с автоморфными отображениями.
К «практическим» доводам в пользу истинности Римановской гипотезы относится вычислительная проверка большого числа нетривиальных нулей дзета-функции в рамках проекта ZetaGrid. На 2004 год Янником Саутером и Патриком Демишелем численными методами было проверено, что более 1013 (более десяти триллионов) первых нетривиальных нулей дзета-функции Римана удовлетворяют этой гипотезе, что является хорошим аргументом в пользу истинности гипотезы, но не гарантирует её. Однако, вычислительная проверка сколь угодно большого числа нетривиальных нулей нисколько не приближает к реальному доказательству. Например, долгое время гипотеза Мертенса также подавала большие надежды на истинность, проходя всевозможные вычислительные проверки, но позже она оказалась опровергнута. Это яркий пример математического доказательства, противоречащего большому количеству вычислительных доказательств в пользу гипотезы.

## Факты
- Знаменит ответ Гильберта на вопрос о том, каковы будут его действия, если он по какой-либо причине проспит пятьсот лет и вдруг проснётся. Математик ответил, что первым делом он спросит, была ли доказана гипотеза Римана.
- Гипотеза Римана относится к знаменитым открытым проблемам математики, в число которых в своё время входила и теорема Ферма. Как известно, Ферма сделал запись о том, что доказал свою теорему, не оставив самого доказательства, и тем самым бросил вызов следующим поколениям математиков. Британский математик Г. Х. Харди использовал ситуацию с этими проблемами для обеспечения собственной безопасности во время морских путешествий. Каждый раз перед отправкой в путешествие он отправлял одному из своих коллег телеграмму: «Доказал гипотезу Римана. Подробности по возвращении». Харди считал, что Бог не допустит повторения ситуации с теоремой Ферма и позволит ему благополучно вернуться из плавания[49].